# Pardosa tricuspidata
Pardosa tricuspidata là một loài nhện trong họ Lycosidae.
Loài này thuộc chi Pardosa. Pardosa tricuspidata được Albert Tullgren miêu tả năm 1905.